# Ancienne mairie de Pori
Ne doit pas être confondu avec Hôtel de ville de Pori.
L'ancienne mairie de Pori (finnois : Porin raatihuone) est un bâtiment situé au centre de Pori en Finlande.

## Histoire
La mairie précédente était située dans un bâtiment en bois peint en rouge devant lequel se trouvait la place du marché de Pori.
Ce bâtiment brûlera dans le grand incendie de Pori du 22 mai 1852.
À la suite de cet événement une nouvelle place du marché est créée à son emplacement actuel et l'ancienne place est transformée en parc de la mairie.
La mairie sera installée dans un bâtiment de style néo-classique conçu par Carl Ludvig Engel et construit de 1839 à 1841. 
Le bâtiment servira de mairie jusqu'en 1961.
Il est maintenant occupé par l'office de tourisme et d'autres services municipaux.
En 2008 on dévoile la statue du fondateur de Pori, Jean III de Suède, érigée devant l’ancienne mairie.